# Cécogramme

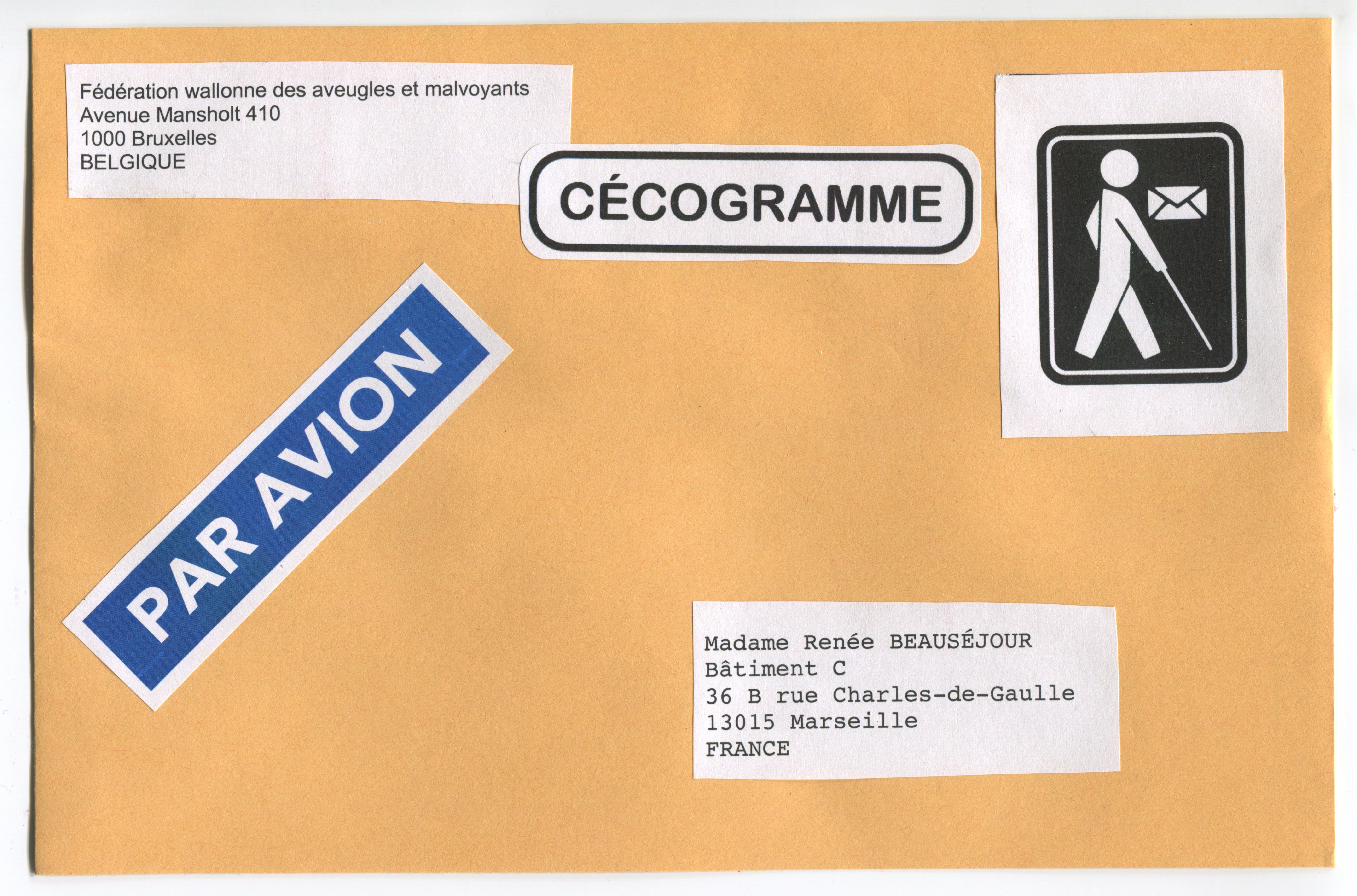
Exemple de cécogramme.

Un cécogramme (du latin : caecus, « aveugle », et du grec ancien γράμμα / grámma, « caractère ») est un courrier ou un colis contenant des documents envoyés ou reçus par des déficients visuels (aveugles ou malvoyants) ou par les organisations qui les assistent (associations, établissements d'éducation spécialisée, etc.), et qui bénéficient de ce fait d'une franchise totale ou partielle dans les systèmes postaux de nombreux pays.

## Types de documents concernés
Ces documents peuvent être :

Symbole international pour un cécogramme.

- des documents présentant un relief afin que les déficients visuels puissent les toucher (en particulier des textes écrits dans l'alphabet Braille, ou des dessins réalisés par thermoformage comme les cartes en relief), ainsi que le matériel qui permet de les obtenir (du papier spécialisé par exemple) ;
- des documents sonores tels que des livres audios.

La gratuité se justifie par le fait que ces documents, qui sont les seuls à être accessibles aux déficients visuels, sont plus lourds que les documents traditionnels, et que leur affranchissement serait donc plus coûteux.
Cette franchise a été édictée par l'Union postale universelle (UPU) dans les éditions successives de son Manuel,.
La gratuité peut également s'appliquer à d'autres services habituellement surtaxés, tels que le recommandé. Elle ne s'applique généralement pas aux expéditions par avion, aux colis dont le poids et les dimensions excèdent certaines limites, et aux envois qui poursuivent un but lucratif.
Certaines associations œuvrant pour les déficients visuels craignaient que cette franchise soit remise en question par la libéralisation du service postal en Union européenne en 2009,. Il n'en a cependant rien été ; elle a même été étendue en 2015 en France à d'autres catégories de documents.

## Aspect des cécogrammes
Les cécogrammes sont identifiés par une mention textuelle portée sur l'enveloppe et/ou par un timbre distinctif. L'UPU recommande ainsi une vignette de 52 × 65 mm, consistant en un pictogramme blanc sur fond noir, représentant de manière stylisée la silhouette d'un homme vu de profil et marchant avec une canne blanche.
Le pli doit souvent rester ouvert, ou du moins doit pouvoir être ouvert rapidement et facilement, pour que l'organisme délivrant le courrier puisse en vérifier le contenu, et ainsi éviter les fraudes.
Le terme « cécogramme » est utilisé dans d'autres langues que le français. C'est en effet le terme utilisé par l'Union postale universelle, dont la langue officielle est le français.

## Services en ligne
Depuis 2005, le site web belge Braillepost met cette franchise à profit en proposant aux internautes qui ne savent pas écrire le braille, ou qui ne possèdent pas le matériel pour, d'écrire gratuitement à leurs connaissances qui sont déficientes visuelles en inscrivant leur message dans un formulaire en ligne, le site se chargeant ensuite de l'imprimer (en) et de l'envoyer.
Un service web gratuit nommé braille postal est aussi proposé sous cette forme en France par l'association HandiCaPZéro depuis 1998.

## Réglementations nationales
En France, les conditions d'expédition des cécogrammes sont fixées par un arrêté ministériel du 2 janvier 2009, modifié en 2015 et 2017.